# Duncan Brown
Duncan Brown fue bajista del grupo inglés de post-rock Stereolab, entre 1993 y 1996. Tocó en todos los lanzamientos del grupo desde Space Age Batchelor Pad Music hasta Emperor Tomato Ketchup. Tras ese último lanzamiento fue reemplazado por Richard Harrison.
Duncan también forma parte del grupo de post-rock instrumental londinense Billy Mahonie, y de Chenko, un grupo de rock alternativo (en el que, además de tocar el bajo, también se encarga de samples). También tocó el bajo en "Wonderland", una canción del álbum Cassidy del grupo de música electrónica Bows.